# 人民民主党 (トルコ)
人民民主党（じんみんみんしゅとう、トルコ語: Halkların Demokratik Partisi,HDP 、クルド語: Partiya Demokratik a Gelan、英語: Peoples' Democratic Party）は、トルコの政党で2012年10月に結成された。トルコにおける少数民族であるクルド系住民を主な支持基盤とし、政治的立場は左派である。

## 概要
クルド地域であるトルコ東部・東南部とクルド系住民が多く居住するイスタンブールに支持基盤が偏っていた平和民主党（BDP）を、リベラル左派系の全国政党へと脱皮させることを目的として結成された。2014年の地方選直後からBDPに残っていた議員をほぼ全て移籍させ、後にはBDPの地方組織も吸収した。
政治的立場ではBDPが代表してきた左派やイスラーム派のクルド民族主義勢力に加え、トルコにおける多様な左派勢力やリベラル派、宗教や性的マイノリティ（LGBT）をも糾合することを目指している。
共同代表制を採用しており、うち一人は女性とするなど、女性登用も積極的に行っている。BDPからの移籍を承認した2013年10月の第1回臨時党大会で第2代党首に選出されたセバハト・トゥンジェル（Sebahat Tuncel）はBDPから移籍してきた女性政治家である。また党の最高決定機関である党会議（Parti Meclisi）には、環境保護活動家やLGBT活動家、公正発展党（AKP）に批判的なイスラーム派女性活動家など2013年の反政府デモ参加者が多く登用されている他、アルメニア系作家など非イスラーム系マイノリティからも委員が選出されている。
2014年の大統領選挙では共同代表のセラハッティン・デミルタシュが無所属で出馬して9.76％の得票を獲得。2015年6月の総選挙では、党として選挙に挑み、クルド色を薄め、リベラル系や若者の支持を取り込むに成功し、阻止条項（有効得票10％以上）を上回る13.1％を得て80議席を獲得、選挙前の29議席から大きく躍進する結果となった。
2021年3月、トルコ最高検察庁は「クルド労働者党と実質一体化している」としてHDPに対する解散命令を出すよう、憲法裁判所に申し立てたが、これに対し米国務省はHDP が解党されれば「トルコの有権者の意思が覆されてしまう」と声明を出し、欧州連合のボレル外交安全保障上級代表（外相）も「有権者数百万人の権利の侵害になる」と表明した。

## 分析

### 英国内務省
英国内務省は、トルコ政府が HDP と PKK の間には関連があると見ていることを指摘したが、これがどの程度正確なものであるかについては、様々な意見があったとしている 。